# Crystal Space
Crystal Space は3Dアプリケーション開発のためのフレームワークであり、Jorrit Tyberghein がC++で開発した。最初の一般へのリリースは1997年8月26日。ゲームエンジンとしての利用が一般的だが、より汎用的なフレームワークとして各種3D視覚化に使うことができる。移植性が高く、Microsoft Windows、GNU/Linux、UNIX、Mac OS X で動作する。GNU Lesser General Public License でライセンスされた自由ソフトウェアであり、2003年2月にはSourceForge.netで Project of the Month に選ばれている。
オプションでOpenGL（全プラットフォーム）、SDL（SDLのある全プラットフォーム）、X11（UNIXおよびGNU/Linux）、SVGALib（GNU/Linux）を使える。オプションでNASMとMMXを使ったアセンブリ言語ルーチンも使える。

## 設計
Crystal Space はオブジェクト指向のC++で書かれている。非常にモジュール性が高く、独立性のあるプラグイン群で構成されている。クライアントプログラムで OpenGL 3D レンダラなどのプラグインを使うには、Crystal Space の Shared Class Facility (SCF) に登録する必要がある。

## 機能
Crystal Space には、2Dグラフィックス、3Dグラフィックス、サウンド、衝突検出、ODEやBulletを使った物理計算などのモジュール群がある。
- グラフィックス:
  - OpenGLレンダリング
  - 主なカードについてハードウェアアクセラレーションをサポート
  - シェーダを利用可能
  - 法線マッピング、視差マッピング、ハードウェアスキニングなどのシェーダ用ライブラリ
  - ソフトウェアによるレンダリングもサポートしているが、機能は限定される。
- メッシュオブジェクト:
  - プラグインベースのメッシュシステム
  - 三角形メッシュ（フレームと骨格のアニメーションをサポート）
- 衝突検出と力学計算
  - ODEとBulletによる力学計算
  - 完全な力学計算が不要な場合は、単純な衝突検出が可能